# Monumento al Perro Callejero
El Monumento al Perro Callejero es una estatua en honor a los perros callejeros y abandonados. Está ubicado entre el Instituto Nacional de Neurología y Neurocirugía y el Deportivo Vivanco en la Avenida de los Insurgentes Sur en la Ciudad de México, fue develado el 20 de julio de 2008. El monumento fue creado a iniciativa de diferentes asociaciones canófilas de la Ciudad de México, en particular entre ellas la Asociación Civil Milagros Caninos de Patricia España, esposa del exfutbolista Miguel España. El monumento busca crear consciencia entre la población mexicana, dado que existen millones de perros en el país sin hogar que sufren innumerables maltratos.
El monumento cuenta con una placa que dice:

Mi único delito fue nacer y vivir en las calles o ser abandonado.
Yo no pedí nacer y a pesar de tu indiferencia y de tus golpes, 
lo único que te pido es lo que sobra de tu amor.
¡Ya no quiero sufrir, sobrevivir al mundo es solo una cuestión de horror!
¡Ayúdame, ayúdame por favor! 
Peluso.